# فرودگاه بیشه‌کلا
فرودگاه بیشه‌کلا (یاتا: BSM، ایکائو: OINJ) فرودگاهی نظامی واقع در بیشه‌کلا در نزدیکی آمل در استان مازندران ایران است.